# Songs in the Key of Eh
Live from Toronto: Songs in the Key of Eh is het eerste livealbum van de Amerikaanse ska-punkband Mad Caddies. Het album werd opgenomen op 17 maart 2004 in The Opera House in Toronto, Canada. Het album werd op 21 augustus 2004 uitgegeven door het label Fat Wreck Chords.

## Nummers
1. "Intro" - 1:46
2. "Macho Nachos" - 3:39
3. "10 West" - 2:54
4. "Leavin" - 2:51
5. "Weird Beard" - 2:52
6. "No Hope" - 1:33
7. "Contraband" - 1:18
8. "Monkeys" - 3:25
9. "Days Away/The Bell Tower/Popcorn/Days Away" - 6:26
10. "The Gentleman" - 2:23
11. "Villains" - 2:21
12. "Last Breath" - 3:07
13. "Mary Melody" - 3:28
14. "Drinking For 11" - 3:45
15. "Preppie Girl" - 3:03
16. "Mum's The Word" - 1:30
17. "Road Rash" - 2:03
18. "Silence" - 2:45
19. "All American Badass" - 5:29